# Лаокаси
Лаокаси (фр. Laokassi) — деревня и супрефектура в Чаде, расположенная на территории региона Западный Логон. Входит в состав департамента Додже.

## Географическое положение
Деревня находится в юго-западной части Чада, к югу от реки Танджиле (бассейн реки Логон), на высоте 508 метров над уровнем моря.
Населённый пункт расположен на расстоянии приблизительно 364 километров к юго-юго-востоку (SSE) от столицы страны Нджамены.

## Население
По данным официальной переписи 2009 года численность населения Лаокаси составляла 21 954 человека (10 497 мужчин и 11 454 женщины). Население супрефектуры по возрастному диапазону распределилось следующим образом: 54,5 % — жители младше 15 лет, 42,7 % — между 15 и 59 годами и 2,8 % — в возрасте 60 лет и старше.

## Транспорт
Ближайший аэропорт расположен в городе Мунду.